# Dexia prakritiae
Dexia prakritiae là một loài ruồi trong họ Tachinidae.